# Батиста, Пауло
Пауло Роберто Батиста Жуниор (порт. Paulo Roberto Batista Júnior; род. 27 января 1993, Сан-Жозе, Санта-Катарина) — бразильский хоккеист на траве, полузащитник. Участник летних Олимпийских игр 2016 года, бронзовый призёр Южноамериканских игр 2018 года.

## Биография
Пауло Батиста родился 27 января 1993 года в бразильском городе Сан-Жозе в штате Санта-Катарина.
Играет в хоккей на траве за бразильский «Дестерру» из Флорианополиса.
В 2015 году в составе сборной Бразилии выступал в хоккейном турнире Панамериканских игр в Торонто, где сборная Бразилии стала четвёртой.
В 2016 году вошёл в состав сборной Бразилии по хоккею на траве на летних Олимпийских играх в Рио-де-Жанейро, занявшей 12-е место. Играл на позиции полузащитника, провёл 5 матчей, мячей не забивал.
В 2017 году выступал на Панамериканском чемпионате в Ланкастере, где бразильцы финишировали на 5-м месте.
В 2018 году завоевал бронзовую медаль хоккейного турнира Южноамериканских игр в Кочабамбе.
В 2022 году участвовал в Панамериканском чемпионате в Сантьяго, где бразильские хоккеисты заняли 6-е место.